# De kalder mig Trinity
De kalder mig Trinity (italiensk: Lo chiamavano Trinità) også kendt som My Name Is Trinity og They Call Me Trinity er en italiensk spaghettiwestern-komediefilm fra 1970 med Terence Hill og Bud Spencer i hovedrollerne.

## Handling
Trinity (Terence Hill) er en strejfer, der ankommer til en lille by, hvor hans bror Bambino (Bud Spencer), en tidligere hestetyv, giver sig ud for at være sherif. De to antihelte tager kampen op mod både byens borgmester, der vil jage fredelige mormoner væk fra en frodig dal, og en flok mexicanske banditter. De to brødre er altid lidt på kant, men er der én ting, de kan blive enige om, så er det at uddele store mængder øretæver.

## Medvirkende
- Terence Hill – Trinity
- Bud Spencer – Bambino
- Farley Granger – Major Harriman
- Steffen Zacharias – Jonathan
- Dan Sturkie – Tobias
- Gisela Hahn – Sarah
- Elena Pedemonte – Judith

## Ekstern henvisning
- De kalder mig Trinity på Internet Movie Database (engelsk)
- De kalder mig Trinity på Filmdatabasen
- De kalder mig Trinity på Filmdatabasen
- De kalder mig Trinity på Scope
- De kalder mig Trinity i Svensk Filmdatabas (svensk)
- De kalder mig Trinity på AlloCiné (fransk)
- De kalder mig Trinity på MovieMeter (nederlandsk)
- De kalder mig Trinity på AllMovie (engelsk)
- De kalder mig Trinity hos British Film Institute (engelsk)
- De kalder mig Trinity på Turner Classic Movies (engelsk)